# Linboda

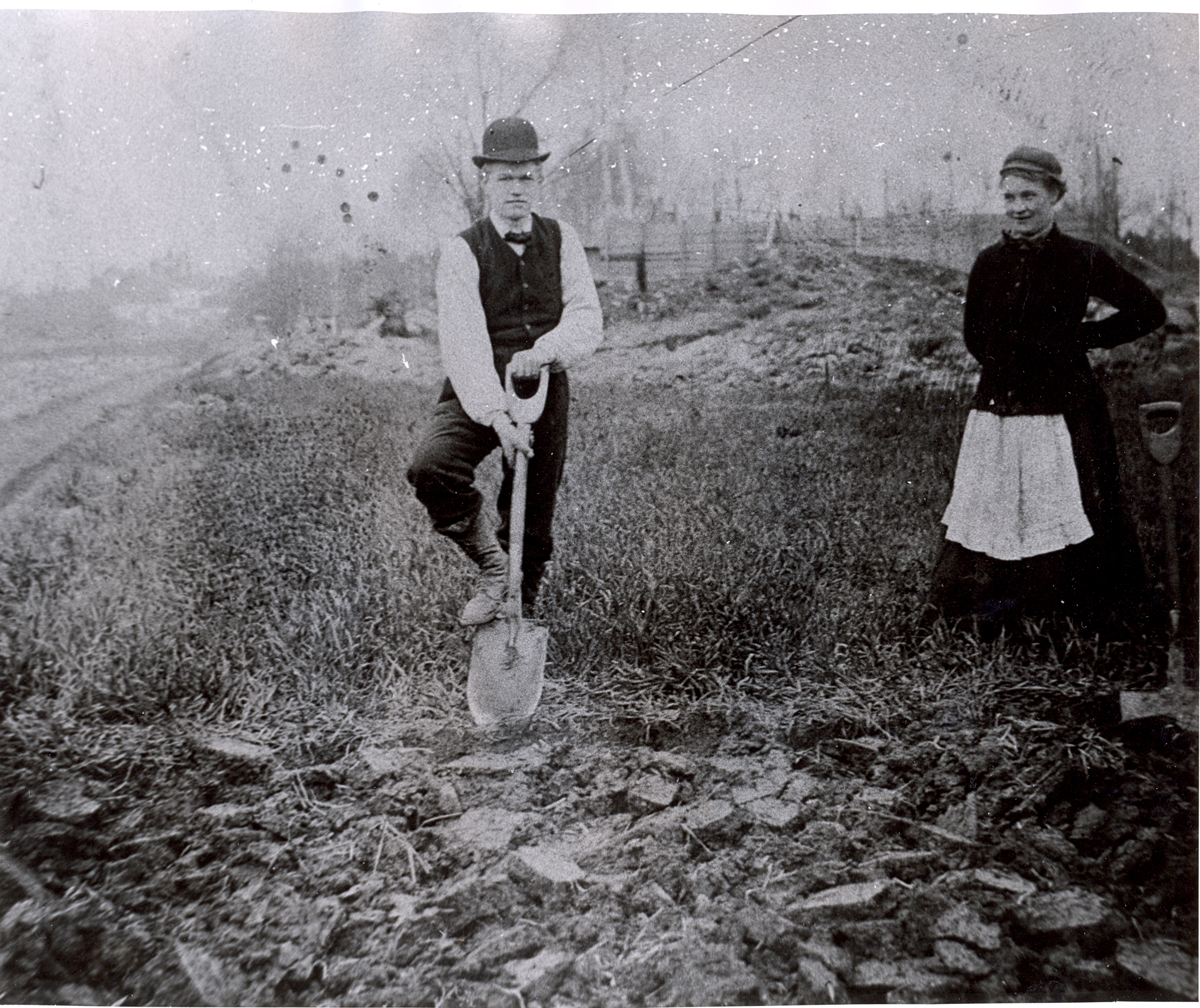
Första spadtaget, 7 maj 1911. Carl och Asta Eriksson, Linboda 79.

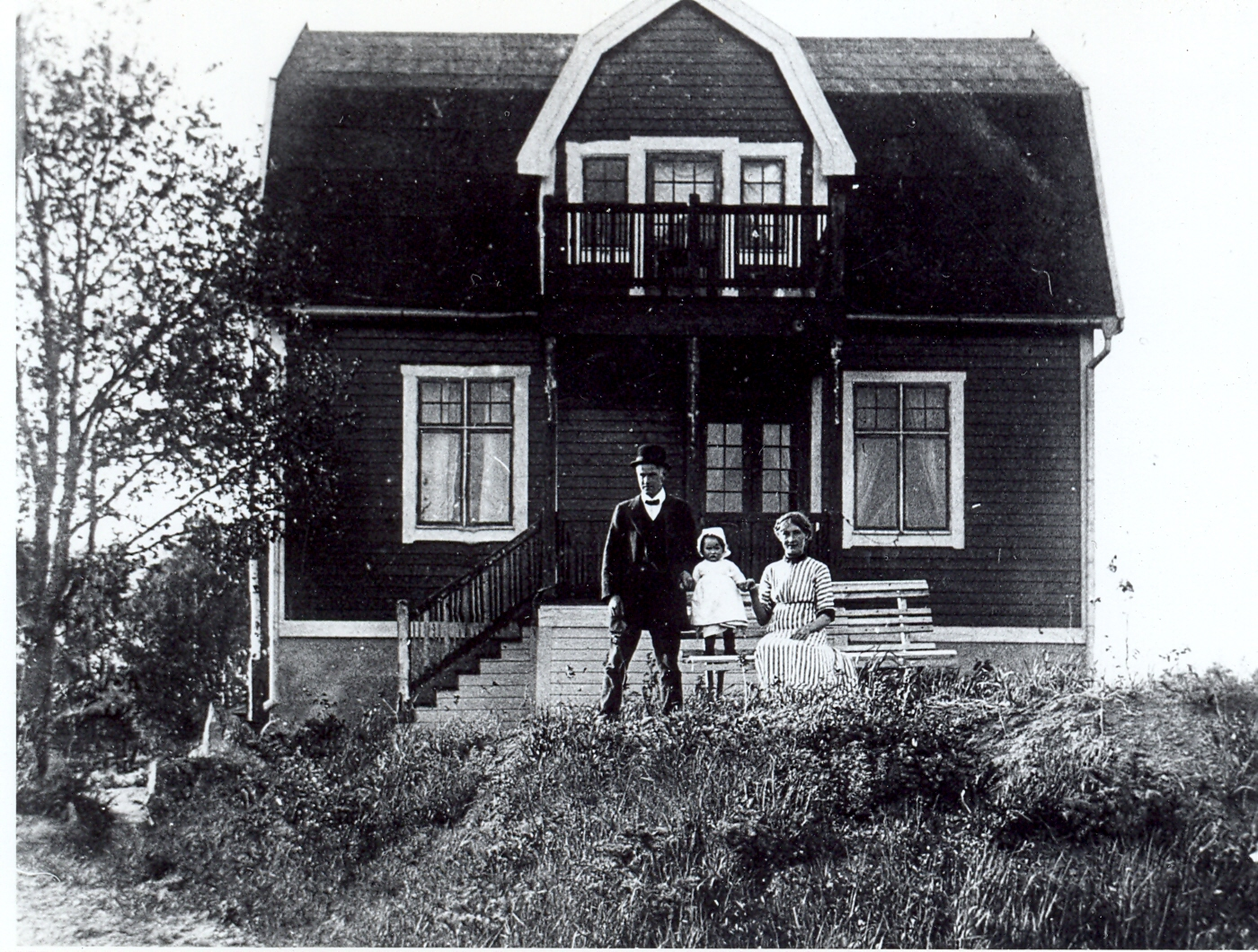
Carl och Asta Eriksson med dottern Maja, Linboda 79, 1915.

Linboda villasamhälle utgjorde tillsammans med Långbrodals villasamhälle de tidigaste egnahemsetableringarna i nuvarande stadsdelen Långbro i Stockholms kommun. Etthundra fastigheter lagfors och numrerades, Linboda nr 1 till 100 innan övergång till Långbro avstyckningsnumrering infördes, troligen i samband med inkorporeringen av Brännkyrka i staden. Idag återstår mindre än ett tjugotal av de ursprungliga husen, ett fåtal av dessa med originalkaraktären bevarad.

## Historik och namnets ursprung
Namnets ursprung är omtvistat och innehåller också ett genus-perspektiv. De konkurrerande tolkningarna är huruvida Linboda skall härledas från ”linbod” eller ”Linas boställe”.

### Tolkningen ”Linas boställe”
År 1903 avstyckades en 5000 m2 stor tomt från Långbro gård för anläggning av ett repslageri. Området kallades ursprungligen Blackens hage, efter en häst vilken dött i en närliggande hage. Repslageriet anlades vid nuvarande Blackensvägen, idag endast boningshuset återstående, nuvarande Blackensvägen 62. Hulda Karolina Helin, en 52-årig, ogift kvinna grundande verksamheten. Hon flyttade ut från Klara församling tillsammans med sin mor, varefter brodern anslöt 1907.
Fastigheten vilken uppfördes 1903 fick namnet Linboda. Under 1906 avstyckades fyra fastigheter, vilka till Långbro gårds ägare, Alfred Söderlunds förtret lagfors och numrerades Linboda nr 2 till 5. Dessa fastigheter låg ej i anslutning till Linboda 1 utan i närheten av nuvarande Långbrodalsskolan, längs nuvarande Linbodavägen.
Från köpebrev kan man se att Långbroägaren i de tidiga breven använde Långbro-numrering (se till exempel originalhandlingar Linboda 12 från 1907). Då fastigheterna dock fortsatte lagföras i tingsrätten under Linboda-numrering verkar Långbroägaren fallit till föga varför Linboda-numrering används i köpebreven redan från 1908 (se till exempel originalhandlingar Linboda 25 från 1908). 
Rörelsen bar sig inte varför Linboda redan år 1908 såldes till änkefru Hulda Larsson. Sonen, sjökaptenen Birger Larsson, har för nuvarande innehavare av fastigheten, berättat att Linboda döptes efter första ägarinnan, Hulda Karolina Helin, dvs "Linas boställe" (efterleden -boda kommer från bosättning, boställe). Namngivning av byggnader var vanligt förekommande runt sekelskiftet, till exempel den närliggande fastigheten, Linboda nr 7, gavs namnet Sofiero efter frun i huset, Sofia Ekberg. Även övriga närliggande tidiga fastigheter namngavs, Linboda nr 8 - Sjögeberg, Linboda nr 12 - Skogsborg.

### Tolkningen "linbod"
Enligt ortnamnsregistret, Ståhle (1936), kommer namnet från den första byggnaden, repslagarbanan, det vill säga Linboda, tolkningen således kopplad till materialet lin i samband med reptillverkning. I Stockholms gatunamn (Stahre et al 1992) förs förklaringen fram att den mest sannolika tolkningen är att Linboda syftar på ordet linbod då syskonen Helin hade en repvaruhandel, det vill säga en "linbod", på Vasagatan i Stockholm.
Vid en sammanvägd, nutida bedömning bör man beakta att kvinnor inte erhöll rösträtt i Sverige förrän 1921. I tolkningen "Linas boställe" löpte då en halv stadsdel risken att erhålla sitt namn efter ett ogift, 52-årigt fruntimmer.

## Områdets utsträckning
Linboda villasamhälles utsträckning är också föremål för olika möjliga tolkningar. Harlén tolkar Linboda som ett geografiskt koncentrerat område kring stamfastigheten, Linboda 1. De hundra fastigheterna vilka numrerades med Linboda avstyckningsnummer ersattes troligtvis 1913 med Långbronummer i samband med att Brännkyrka inkorporerades i Stockholm. Man fortsatte från Långbro 101 och bytte beteckningen Linboda 1-100 till motsvarande Långbro 1-100. 1934 års karta över Stockholm med omnejd, upprättad 1917-34, visar avstyckningarna i det gamla systemet (vilket ersattes 1933 av tomtägobeteckningar). Från dessa ser man att fastigheter med Linbodabeteckning är jämnt spridda över hela det område som utgör stadsdelen Långbro, området Långbrodal exkluderat, dvs mer än hälften av nuvarande Långbro. 
Telefoni- och postväsenden följde under 1910-,1920- och början av 1930-talet Linbodanumreringen. Först under 1930-talet försvann så de sista resterna av Linbodas koppling till ett vidare begrepp än just fastigheten Linboda.

## Etableringsförloppet
Egnahemsbyggenas utsträckning i tid varierade. Troligtvis var de etthundra första fastigheterna avstyckade relativt tidigt, det senare färdigställandet kunde dock dröja. Ett dokumenterat exempel utgörs av Linboda nr 79. Den 1 december 1910 såldes Linboda nr 79 till elinstallatören Carl Fredrik Eriksson. Första spadtaget togs den 7 maj 1911 varefter huset stod färdigt 1912.